# Somatochlora franklini
Somatochlora franklini ist eine Libellenart aus der Familie der Falkenlibellen (Corduliidae), die zu den Großlibellen (Anisoptera) gehören.

## Merkmale

### Bau der Imago
Die Imago von Somatochlora franklini misst zwischen 44 und 54 Millimeter, wovon 25 bis 30 Millimeter auf den Hinterleib (Abdomen) entfallen, was innerhalb der Gattung relativ klein ist. Das ansonsten schlanke Abdomen ist bis zum dritten Segment knollenartig geschwollen. Die in der Gattung typische Musterung setzt sich bei Somatochlora franklini wie folgt zusammen: Auf dem zweiten Segment befindet sich ein apikaler, gelber Ring. Bei den Weibchen kommen dazu kleine, gelbe Striche auf den dritten mit sechsten Segment. Der schwarze Genitallappen der Männchen ist dicht behaart. 
Der Teil des Brustkorbes (Thorax), an dem die Flügel ansetzen, der sogenannte Pterothorax ist grünlich bis messingfarben und dicht behaart. Unter der Behaarung versteckt sich eine gelbe Musterung, die sich aus mehreren Streifen zusammensetzt, unter anderen auch zwei auf dem Rücken. Die Hinterflügel messen 25 bis 30 Millimeter. In den sonst durchsichtigen Flügeln ist die Costalader sowie das Flügelmal (Pterostigma) gelb-braun. Bei den Männchen ist zudem der Analbereich des Flügels bräunlich angehaucht. Die Beine sind bis auf die gelbliche Unterseite der vorderen Femora schwarz.
Im bronzefarbenen, grünlichen Gesicht befinden sich drei große gelbe Flecken, die den Anteclypeus und die Seiten der Frons bedecken. Der Hinterkopf (Occiput) ist braun, und der Scheitel (Vertex) grün.

### Bau der Larve
Die hellbraune Larve misst um die 17,5 Millimeter und wird an der breitesten Stelle, dem fünften bis sechsten Segment des Abdomens, circa 6,5 Millimeter breit. Die Larve besitzt keine Dorsalhaken und auch nur auf dem neunten Segment seitliche Dornen. Insgesamt ist die Oberseite des Abdomens mit gleich verteilten Härchen besetzt, die sich nur an den Segmentkanten verdichten.  Die Hinterflügelscheide reicht bis zur Mitte des sechsten Segmentes.
Ebenfalls ... (behaart?) sind die Beine, wobei die Behaarung hier deutlich stärker ausgeprägt ist. Die Femora des hinteren Beinpaares messen 5,25 Millimeter, die hinteren Tibiae sind ungefähr so lang wie breit und messen 5,5 Millimeter. 
Der 5,6 Millimeter breite Kopf ist ungefähr doppelt so lang. 
Die Seiten des Kopfes laufen erst schräg, dann stark gebogen hinter den Augen zusammen. Die Unterlippe (Labium) reicht bis zu den Coxae des mittleren Beinpaares. Auf dem ungefähr so langen wie breiten Mentum befinden sich dreizehn Härchen.

## Verbreitung und Flugzeit
Die Art ist im Norden der Vereinigten Staaten  und in Kanada verbreitet. Sie fliegt zwischen Mai und August.